# Amerikanska Samoa i olympiska spelen
Amerikanska Samoa medverkade i olympiska spelen första gången 1988 i Seoul. De har därefter medverkat i samtliga olympiska sommarspel och de deltog för första och hitintills enda gången i de olympiska vinterspelen 1994 i Lillehammer. De har aldrig vunnit någon medalj